# Eboshi-dake (Aomori)
Der Eboshi-dake (jap. 烏帽子岳, dt. „Eboshi-Gipfel“) ist ein 719,6 Meter hoher Berg im äußersten Norden der japanischen Hauptinsel Honshū.
Sein Gipfel bildet die Grenze zwischen den Gemeinden Hiranai im Nordwesten, Noheji im Nordosten und Tōhoku im Süden, alle jeweils in der Präfektur Aomori gelegen.
Auf dem Berg befindet sich die 2007 errichtete Relaisstation Kamikita-Eboshi (上北烏帽子中継局, Kamikita Eboshi chūkeikyoku), die mit 10 W Sendeleistung die drei Gemeinden mit den Digitalfernsehsendern NHK, NHK Kyōiku, RAB Aomori Hōsō, ATV Aomori Terebi und ABA Aomori Asahi Hōsō versorgt.
Der Berg ist auf Grund seines sanften Anstiegs und seiner Pflanzenvielfalt ein beliebter Ausflugsort. Seine Nordseite ist zudem durch eine Straße erschlossen.